# Campeonato Europeu de Atletismo em Pista Coberta de 2017 - 3000 m feminino
A prova dos 3000 metros feminino do Campeonato Europeu de Atletismo em Pista Coberta de 2017 foi disputada entre os dias 3 e 5 de março de 2017 na Arena Kombank em Belgrado,  na Sérvia. 

## Recordes
Antes desta competição, os recordes mundiais e do campeonato nesta prova eram os seguintes:
|                       | Nome             | Nacionalidade | Tempo     | Local     | Data                   |
| --------------------- | ---------------- | ------------- | --------- | --------- | ---------------------- |
| Recorde mundial       | Genzebe Dibaba   | Etiópia       | 8m 16s 60 | Estocolmo | 6 de fevereiro de 2014 |
| Recorde do campeonato | Fernanda Ribeiro | Portugal      | 8m 39s 49 | Estocolmo | 9 de março de 1996     |
| Recorde europeu       | Laura Muir       | Reino Unido   | 8m 26s 41 | Karlsruhe | 4 de fevereiro de 2017 |

Os seguintes recordes foram estabelecidos durante esta competição: 
| Data       | Evento | Atleta     | Nacionalidade | Tempo     | Notas                 |
| ---------- | ------ | ---------- | ------------- | --------- | --------------------- |
| 5 de março | Final  | Laura Muir | Reino Unido   | 8m 35s 67 | Recorde do campeonato |

## Medalhistas
| Ouro             | Prata             | Bronze                |
| Laura Muir (GBR) | Yasemin Can (TUR) | Eilish McColgan (GBR) |

## Cronograma
Todos os horários são locais (UTC+2).
| Data       | Hora  | Evento  |
| ---------- | ----- | ------- |
| 3 de março | 12:15 | Bateria |
| 5 de março | 16:30 | Final   |

## Resultados

### Bateria
Qualificação: 4 atletas de cada bateria  (Q) mais os 4 melhores qualificados (q). 
| Posição | Bateria | Atleta              | Nacionalidade | Tempo   | Notas                |
| ------- | ------- | ------------------- | ------------- | ------- | -------------------- |
| 1       | 2       | Yasemin Can         | Turquia       | 8:52.33 | Q,                   |
| 2       | 2       | Stephanie Twell     | Reino Unido   | 8:55.02 | Q                    |
| 3       | 2       | Charlotta Fougberg  | Suécia        | 8:55.21 | Q,                   |
| 4       | 2       | Alina Reh           | Alemanha      | 8:55.23 | Q                    |
| 5       | 2       | Laura Muir          | Reino Unido   | 8:55.56 | q                    |
| 6       | 2       | Ana Lozano          | Espanha       | 8:56.01 | q,                   |
| 7       | 1       | Maureen Koster      | Países Baixos | 8:57.52 | Q                    |
| 8       | 1       | Eilish McColgan     | Reino Unido   | 8:57.85 | Q                    |
| 9       | 1       | Giulia Viola        | Itália        | 8:57.86 | Q,                   |
| 10      | 1       | Nuria Fernández     | Espanha       | 8:58.20 | Q,                   |
| 11      | 1       | Hanna Klein         | Alemanha      | 8:58.45 | q                    |
| 12      | 2       | Ancuța Bobocel      | Roménia       | 8:58.91 | q,                   |
| 13      | 2       | Sviatlana Kudzelich | Bielorrússia  | 9:03.21 | Recorde da temporada |
| 14      | 1       | Roxana Bârcă        | Roménia       | 9:13.36 |                      |
| 15      | 1       | Blanca Fernández    | Espanha       | 9:13.38 |                      |
| 16      | 2       | Tuğba Güvenc        | Turquia       | 9:35.86 |                      |
| 17      | 1       | Emine Hatun Tuna    | Turquia       | 9:36.78 |                      |

### Final
A final aconteceu às 16:30 no dia 5 de março de 2017. 
| Posição           | Atleta             | Nacionalidade | Tempo   | Notas                 |
| ----------------- | ------------------ | ------------- | ------- | --------------------- |
| Medalha de ouro   | Laura Muir         | Reino Unido   | 8:35.67 | Recorde do campeonato |
| Medalha de prata  | Yasemin Can        | Turquia       | 8:43.46 | Recorde nacional      |
| Medalha de bronze | Eilish McColgan    | Reino Unido   | 8:47.43 |                       |
| 4                 | Maureen Koster     | Países Baixos | 8:48.99 |                       |
| 5                 | Stephanie Twell    | Reino Unido   | 8:50.40 |                       |
| 6                 | Ana Lozano         | Espanha       | 8:55.20 | Recorde pessoal       |
| 7                 | Giulia Viola       | Itália        | 8:56.19 | Recorde pessoal       |
| 8                 | Alina Reh          | Alemanha      | 8:57.87 |                       |
| 9                 | Hanna Klein        | Alemanha      | 8:58.57 |                       |
| 10                | Nuria Fernández    | Espanha       | 9:05.17 |                       |
| 11                | Ancuța Bobocel     | Roménia       | 9:05.74 |                       |
| 12                | Charlotta Fougberg | Suécia        | 9:09.53 |                       |

Legenda
| Recorde mundial       | Recorde mundial (World record)               |                       | Recorde africano                      | Recorde africano (African) |                                           | Q | Classificado por posição (Qualified) |
| Recorde do campeonato | Recorde do campeonato (Championship record)  | Recorde da América    | Recorde da América (Americas)         | q                          | Classificado por melhor tempo (Qualified) |   |                                      |
| Melhor marca do ano   | Melhor marca do ano (World leading)          | Recorde asiático      | Recorde asiático (Asian)              | DNS                        | Não largou (Did not start)                |   |                                      |
| Recorde nacional      | Recorde nacional (National record)           | Recorde europeu       | Recorde europeu (European)            | DNF                        | Não terminou (Did not finish)             |   |                                      |
| Recorde pessoal       | Recorde pessoal do atleta (Personal best)    | Recorde da Oceania    | Recorde da Oceania (Oceania)          | DSQ / DQ                   | Desclassificado (Disqualified)            |   |                                      |
| Recorde da temporada  | Recorde da temporada do atleta (Season best) | Recorde sul-americano | Recorde sul-americano (South America) | NM                         | Sem marca (No mark)                       |   |                                      |